# Roewe RX9
La Roewe RX9 è un'autovettura prodotta dalla casa automobilistica cinese Roewe a partire dal 2023.

## Descrizione
Nell'agosto 2022 la Roewe ha presentato la vettura, che rappresenta il SUV top di gamma del costruttore asiatico ed è un'alternativa più moderna rispetto alla RX8. Il modello rispetto a quest'ultima ha uno stile differente, con una grande presa d'aria trapezoidale, fari squadrati e sottili con una strisce di luci diurne a LED che attraversano da una parte all'altra il frontale. I gruppi ottici posteriori sono collegati da una fascia luminosa e la linea del tetto è leggermente inclinata e discendente verso il lunotto. Per migliorare il coefficiente di resistenza aerodinamica, le sono maniglie retrattili.
L'abitacolo ha un design minimalista, con ampio uso di finiture in alluminio e pelle, combinati con un grande display diviso in tre pezzi che percorre l'intera larghezza della plancia. In totale il pannello ha una diagonale di 47 pollici. L'interno dispone di tre file di sedili e può ospitare da 6 a 7 passeggeri. La RX9 al lancio è disponibile con un unico motore a benzina turbocompresso a quattro cilindri in linea dalla cilindrata di 2 litri e una potenza massima di 234 CV, coadiuvato da un cambio automatico a 9 rapporti.
La RX9 viene costruita esclusivamente per il mercato cinese. Dopo il debutto avvenuto nell'agosto 2022, nel dicembre la casa cinese ha annunciato di iniziare la commercializzazione nel febbraio 2023, dopo che una serie di ritardi ne hanno fatto slittare le vendite dal terzo trimestre del 2022 ad inizio marzo 2023.